# Франсиско, Питер (снукерист)
Мануэ́ль Пи́тер Франси́ско (англ. Manuel Peter Francisco, род. 13 февраля 1962 года в Стелленбосе, ЮАР), более известен как Питер Франсиско — южноафриканский профессиональный игрок в снукер и английский бильярд.

## Биография и карьера
Питер родился в спортивной семье — его дяди Сильвиньо и Мэнни — тоже играли в бильярд на высоком уровне. В 1983 году Питер стал трехратным чемпионом Южной Африки по снукеру среди любителей, и в этом же году впервые стал чемпионом страны по английскому бильярду. Это послужило началом профессиональной карьеры, снукерной в частности — Питер попал в мэйн-тур в 1984 году. В 1987 году он стал полуфиналистом Гран-при, проиграв за выход в финал Деннису Тейлору. В сезоне 1988/89 Франсиско поднялся до наилучшей для себя позиции в мировом рейтинге — он стал 14-м. В том же сезоне он впервые принял участие в финальной стадии чемпионата мира, но проиграл в 1/16 Дину Рейнолдсу со счётом 7:10. Позднее Питер ещё три раза был в 1/16 финала чемпионата, но пройти дальше он не смог.
В 1995 году, в 1/16 всё того же мирового первенства Питер Франсиско уступил Джимми Уайту 2:10. Через некоторое время WPBSA начала расследование по поводу сдачи матча южноафриканцем — дело в том, что перед началом игры небывалое количество ставок букмекеров было именно на счёт 10:2 в пользу Уайта. В конце концов Питера признали виновным и оштрафовали на приличную сумму; также он был дисквалифицирован на 5 лет. В профессиональный снукер Франсиско так и не вернулся, но теперь он продолжает выступать в английский бильярд тоже на довольно высоком уровне, и играет в снукер в качестве любителя. В частности, он представлял сборную ЮАР на любительских чемпионатах мира в 2007 и 2008 годах.

## Достижения в карьере
- Rothmans Gran-Prix полуфиналист — 1987
- Jameson International полуфиналист
- Мастерс 1/8 финала — 1988
- Чемпионат мира 1/16 финала — 1989, 1990, 1992, 1995
- Чемпионат ЮАР по снукеру победитель — 1981—1983, 1998—2000, 2007
- Чемпионат ЮАР по английскому бильярду победитель — 1983, 1998—2000, 2002—2004, 2006—2009
- Чемпион Африки по снукеру — 2012